# Debaty Lincoln–Douglas

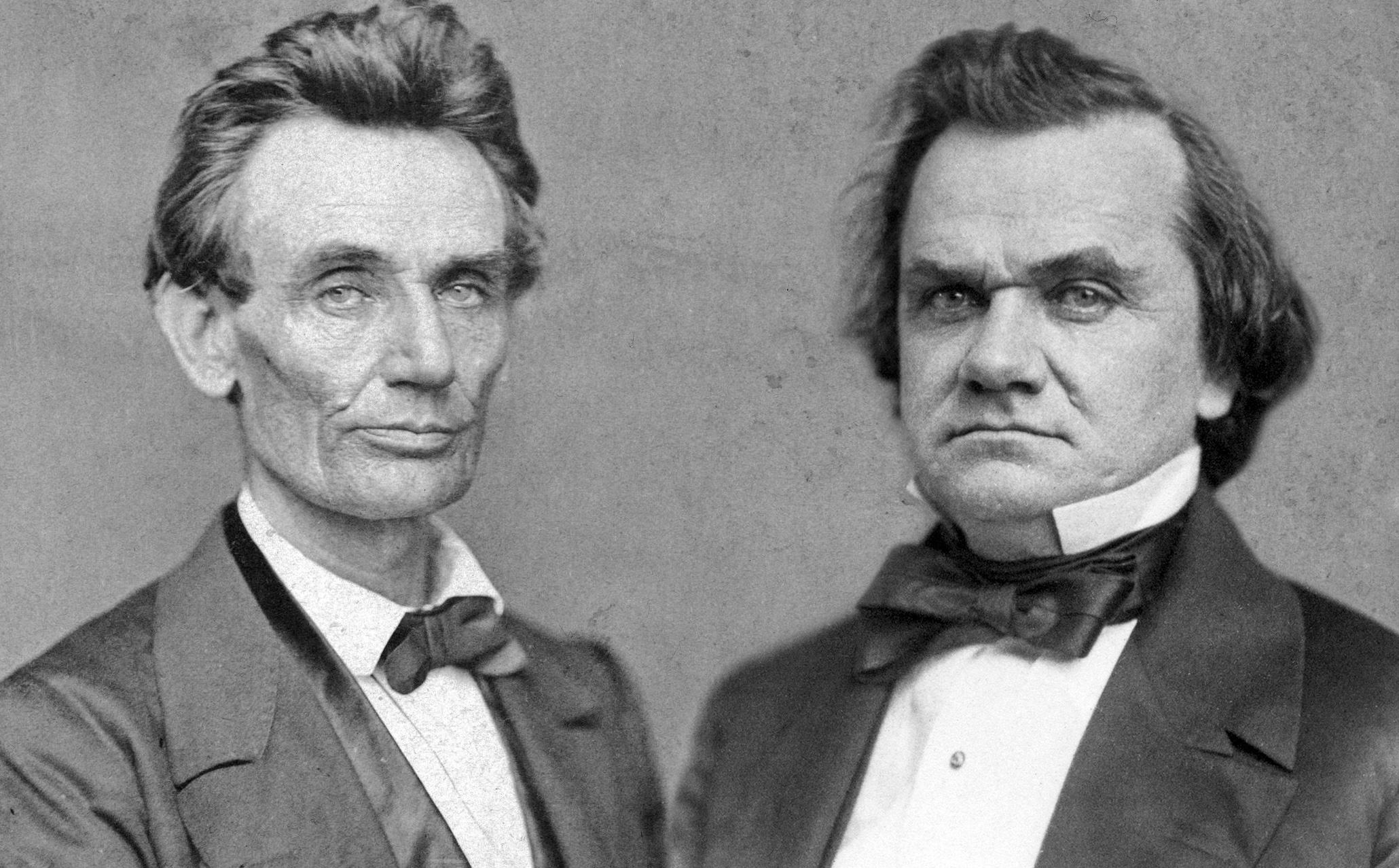
Połączone zdjęcie Abrahama Lincolna i Stephena Douglasa

Debaty Lincoln–Douglas – wydarzenie polityczne w historii Stanów Zjednoczonych, które miało miejsce pomiędzy sierpniem a październikiem 1858 roku.
W 1858 roku odbywały się wybory do Senatu, w których reprezentanci byli wybierani przez legislatury stanowe, a nie w wyborach powszechnych. W Illinois z ramienia Partii Republikańskiej kandydował Abraham Lincoln, którego przeciwnikiem z ramienia Partii Demokratycznej był Stephen A. Douglas. Lincoln wyzwał wówczas Douglasa na odbycie debat przedwyborczych, chcąc w ten sposób zyskać szerszą rozpoznawalność. Jego konkurent przyjął propozycję, jednakże ograniczył liczbę spotkań do siedmiu. Odbyły się one pomiędzy sierpniem a październikiem 1858 roku i wzbudziły ogólnokrajowe zainteresowanie.
Głównym tematem debat było niewolnictwo, zwłaszcza w kontekście wyroku Sądu Najwyższego w sprawie Dreda Scotta. Douglas jako zdecydowany zwolennik zasady „suwerenności ludu” twierdził, że rozwiązanie kwestii niewolnictwa jest mu obojętne, byleby odwzorowywało rzeczywistą wolę społeczeństwa. Z powodu takiej postawy skonfliktował się z macierzystą partią i był przedstawiany jako osoba nieczuła na aspekt moralny niewolnictwa. Lincoln z kolei twierdził, że niewolnictwo jest złem moralnym, przyznając jednocześnie, że Konstytucja broni tej instytucji. Ponieważ sprzeciwiał się jej ekspansji, został przedstawiony jako abolicjonista. Przyszły prezydent zaprzeczał jednak takim stwierdzeniom, zapewniając, że nigdy nie opowiadał się za równouprawnieniem rasowym. Jego planem było wygaszenie niewolnictwa poprzez zakaz jego rozszerzania. Ostatecznie zwycięstwo w wyborach odniósł Douglas, który uzyskał poparcie 54:46 w legislaturze stanowej. Jednakże Lincoln także był beneficjentem debat, gdyż zapewniły mu one nominację prezydencką republikanów przed wyborami w 1860 roku. Na bazie debat na konwencji przedwyborczej wygłosił przemówienie, w którym zawarł biblijny cytat mówiący „Dom podzielony na pół nie ustoi”.